# Strymon meinersi
Strymon meinersi är en fjärilsart som beskrevs av Gunder 1927. Strymon meinersi ingår i släktet Strymon och familjen juvelvingar. Inga underarter finns listade i Catalogue of Life.